# Tolvsnäsfjärden
Tolvsnäsfjärden är en fjärd i Finland. Den ligger i kommunen Kimitoön i landskapet Egentliga Finland, i den södra delen av landet, 140 km väster om huvudstaden Helsingfors.
Tolvsnäsfjärden ligger vid Kimitoön mellan Skinnarvik i söder och Böle i norr. I öster övergår den i Nordvikfjärden vid Notön och i väster avgränsas den av Näverholmen och Gubbholmen.